# Parco naturale dei laghi di Avigliana
Il parco naturale dei laghi di Avigliana è un'area naturale protetta del Piemonte ubicata in bassa valle di Susa, in un anfiteatro morenico la cui sezione destra è compresa tra il monte Pirchiriano e la collina di Rivoli.

## Territorio

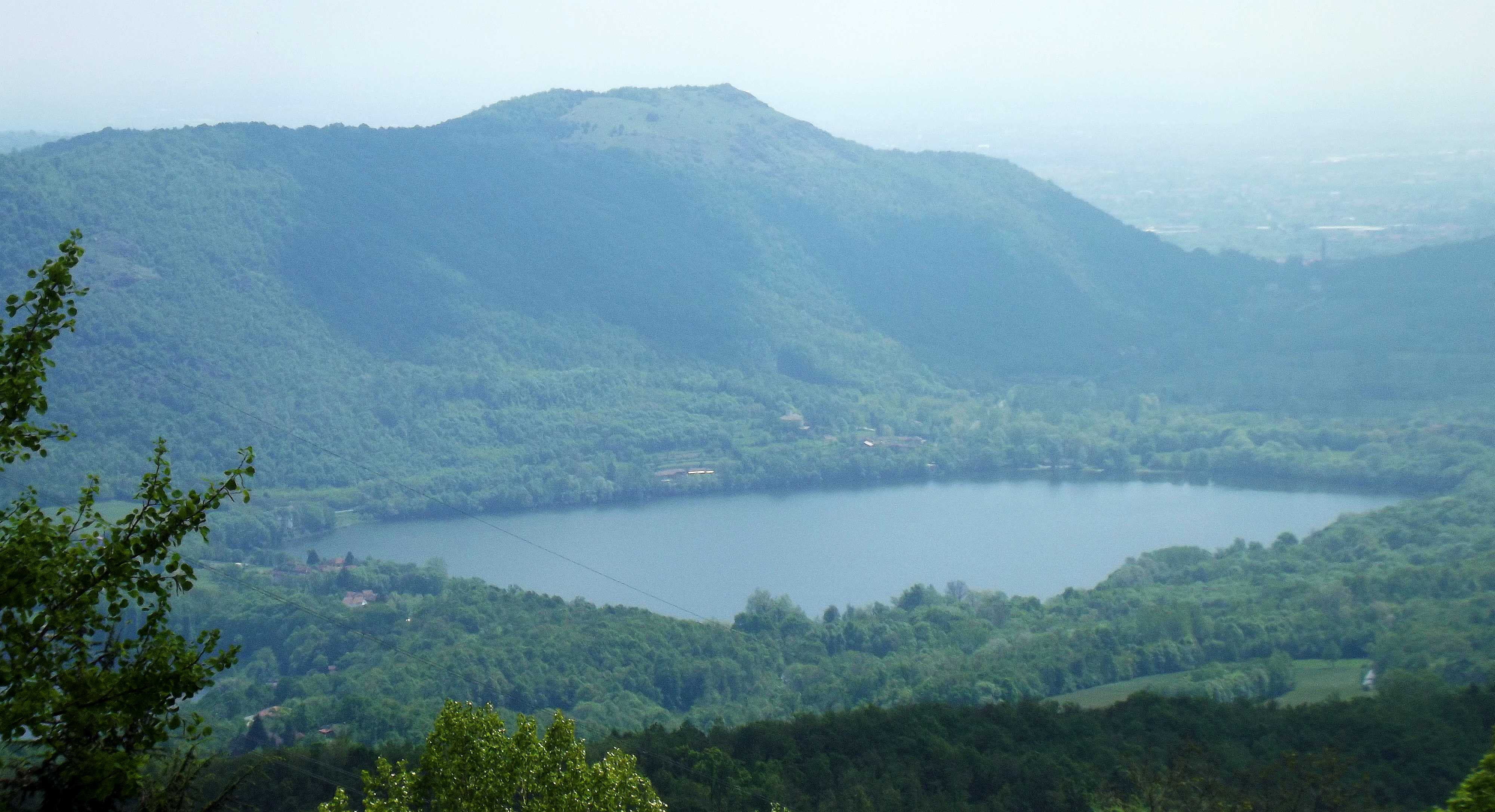
Il lago Piccolo e il Moncuni

Il parco è stato istituito nel 1980 allo scopo di tutelare l'ecosistema della zona dei due laghi di Avigliana e della palude dei Mareschi, anche limitandone l'antropizzazione. 
I Mareschi costituiscono la zona palustre più occidentale d'Italia, situati nell'area pressoché pianeggiante in cui scorre il canale della Naviglia, unico estuario dei due laghi verso la Dora Riparia. Una particolarità era un tempo costituita dal fatto che, seppur raramente, la direzione del flusso dell'acqua si potesse invertire a seconda del livello delle acque del Lago grande e della portata della Dora.
Nel territorio del parco si trovano anche gli edifici di un'ormai dismessa fabbrica di esplosivi (il Dinamitificio Nobel), che costituisce attualmente un museo. Un altro edificio era invece sede della fabbrica di vernici Duco-Montecatini, dove trovò lavoro lo scrittore Primo Levi nell'immediato dopoguerra, ed alla cui scrivania compose gran parte della sua celeberrima opera Se questo è un uomo.

## Flora e fauna
La flora è quella tipica delle zone umide. 
La fauna è prevalentemente costituita da: aironi cinerini, folaghe, germani, svassi, cormorani, gallinelle d'acqua, rane e fagiani. La fauna ittica include lucci, carpe, pesci persici e persici trota.

## Attività
Oltre alle attività di salvaguardia dell'ambiente, il parco svolge anche funzioni didattiche (prevalentemente educazione ambientale rivolta alle scuole) e di monitoraggio della fauna culicidica presso alcuni comuni circostanti.